# Isoglucose
Isoglucose (Isomerose, Isoglukose) ist ein Gemisch aus Glucose (Traubenzucker) und Fructose (Fruchtzucker). Das heißt, diese beiden sind, anders als in Haushaltszucker (Saccharose), chemisch nicht miteinander verbunden. Das ist deshalb von Bedeutung, weil die Glucose dadurch sofort ins Blut gelangen kann und den Blutzuckerspiegel hochtreibt.
Zur Herstellung von Isoglucose wird Glucose durch die katalytische Wirkung des Enzyms Glucoseisomerase teilweise in Fructose umgewandelt, woher die Bezeichnung als Isomeratzucker stammt. In wässriger Lösung wird dieses Gemisch als Glucose-Fructose-Sirup bezeichnet. Falls die Glukose aus Maisstärke gewonnen wurde, nennt man den resultierenden Glucose-Fructose-Sirup auch High Fructose Corn Syrup (HFCS). ("Corn" ist englisch für Mais.) Die jährliche weltweite Produktionsmenge von Isoglucose beträgt acht Millionen Tonnen (Stand 2011).
Invertzucker ist ebenfalls eine Mischung von Glucose und Fructose, wird aber, im Gegensatz zu Isoglucose, durch Hydrolyse von Haushaltszucker (Saccharose) hergestellt.

## Eigenschaften
In Saccharose ist je ein Molekül Glucose und Fructose chemisch miteinander verbunden. Erst, und nur, wenn die Verdauung diese beiden Moleküle voneinander getrennt hat, können diese ins Blut gelangen.
In Isoglucose liegen diese beiden Molekül-Arten bereits getrennt vor. Dadurch kann jede dieser beiden Zucker-Arten sofort ihre eigenen (spezifischen) Wirkungen entfalten, sowohl ihre Süßkraft, als auch auf den Stoffwechsel des Körpers. Deshalb hat Isoglucose eine andere Süßkraft und eine andere Wirkung auf den Stoffwechsel als Saccharose.
Zudem hat Fructose eine höhere Süßkraft als Glucose, bei ähnlichem physiologischen Brennwert.
Glucose wird industriell durch enzymatische Hydrolyse unter Verwendung der Glucose-Amylase aus Stärke erzeugt. Dabei entsteht Glucosesirup (bzw. Maissirup aus Maisstärke) mit einer jährlichen weltweiten Produktionsmenge von 20 Millionen Tonnen (Stand 2011). Daraus resultiert die früher gängige Bezeichnung „Stärkezucker“ für Glucose. Als Stärkequellen werden Mais, Kartoffeln, Reis, Weizen, Cassava und Sago verwendet. Die Amylase stammt meistens aus Bacillus licheniformis, Bacillus subtilis (Stamm MN-385), Bacillus coagulans, Streptomyces rubiginosus oder Streptomyces phaeochromogenes. Die aus Stärke erzeugte Glucose wird nach einer Entfernung von Calcium-Ionen zur Erzeugung von Fructose verwendet, da Calciumionen zwar Cofaktoren der Amylase sind, aber Hemmstoffe der Glucose-Isomerase (genauer Xylose-Isomerase) bei der nachfolgenden Umwandlung zu Fructose – dabei sind Magnesium-Ionen die Cofaktoren.
In den USA wird fast ausschließlich Mais zur Produktion von Isoglucose eingesetzt. Die Glucose wird mit Hilfe immobilisierter Glucose-Isomerase zur Herstellung von High Fructose Corn Syrup (HFCS) verwendet. Die Umwandlungsreaktion wird bei 55 °C durchgeführt, die Halbwertszeit der Enzymaktivität der immobilisierten Glucose-Isomerase beträgt über 100 Tage. Seit etwa 1972 werden die Enzyme immobilisiert, wodurch die Produktionskosten von HFCS in den USA unter die Importkosten von Saccharose fielen. Gleichzeitig war dies auch die erste großtechnische Anwendung der Immobilisierung von Enzymen und sie stellt die mengenmäßig weltweit größte technische Nutzung immobilisierter Enzyme 
dar.
HFCS wird als:
- HFCS-42 (mit 42 % Fructose und 53 % Glucose in der Trockenmasse) und
- HFCS-55 (mit 55 % Fructose und 41 % Glucose in der Trockenmasse, zweite Generation HFCS ab 1976)[7][5]verkauft.

Daneben wird per Chromatographie noch HFCS-90 mit 90 % Fructoseanteil erzeugt, das zur Herstellung von HFCS-55 durch Verdünnung mit HFCS-42 verwendet wird. Die meisten Softdrinks in den USA verwenden HFCS-55, während die meisten anderen HFCS-gesüßten Lebensmittel HFCS-42 verwenden.
In den USA ist dieser High Fructose Corn Syrup zum wichtigsten Produkt der Maisstärkeindustrie aufgestiegen und hat den Haushaltszucker (Saccharose) vor allem bei Limonade und Softdrinks weitgehend verdrängt.

## Weblink
- Isoglukose (Fruktose-Glukosesirup) beim Forum Bio- und Gentechnologie e. V.